# シリング
シリング（英語: shilling / ドイツ語: Schilling / スワヒリ語: shilingi）は、いくつかの国の通貨。
ウガンダ、ケニア、ソマリア、ソマリランド、タンザニアの現行通貨。イギリス（補助通貨）とオーストリアにもあったが、現在は共に廃止されている。

## 由来
1489年ごろ、イングランド王ヘンリー7世がシリング貨を鋳造したのが始まりといわれているが、当時は硬貨そのものの名で、額面はTestoon（12ペンス）だった。シリングコインが正式に登場するのは1547年、エドワード6世の時代である。
語源は不明だが、一説にshill（鋭い音）と関係があるという。

## 各国のシリング

### イギリス

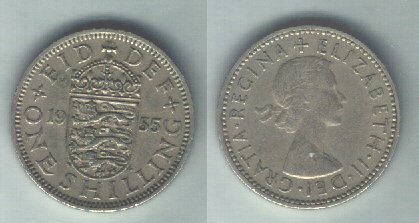
1シリング硬貨（1956年イングランド）

記号はs.。英語の「shilling」の頭文字ではなく、ラテン語の「solidus」（ソリドゥス）の頭文字である。
1ポンド = 20シリング = 240ペンス（1シリング = 12ペンス）。
1920年まではスターリングシルバー、1921年から1946年までは.500の銀貨、1947年から1970年までは白銅貨として製造された。なお、ジョージ6世とエリザベス2世のシリング貨はイングランド仕様とスコットランド仕様のものが発行された。1971年2月15日の10進法移行で廃止されたが、しばらくは従来と同等の価値の5新ペンス（1ポンド = 100新ペンス）として使えた。

### オーストリア

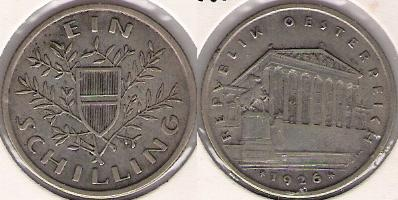
1シリング硬貨（1926年オーストリア）

オーストリア・シリング。記号はÖSまたはATS。
1シリング = 100グロッシェン。
1925年から2001年末まで基本通貨として使用された。2002年1月1日にオーストリア・シリングは廃止となり、ユーロに完全移行した。その際の交換レートは、1ユーロ = 13.7603シリングの固定レートであった。

### 東アフリカ

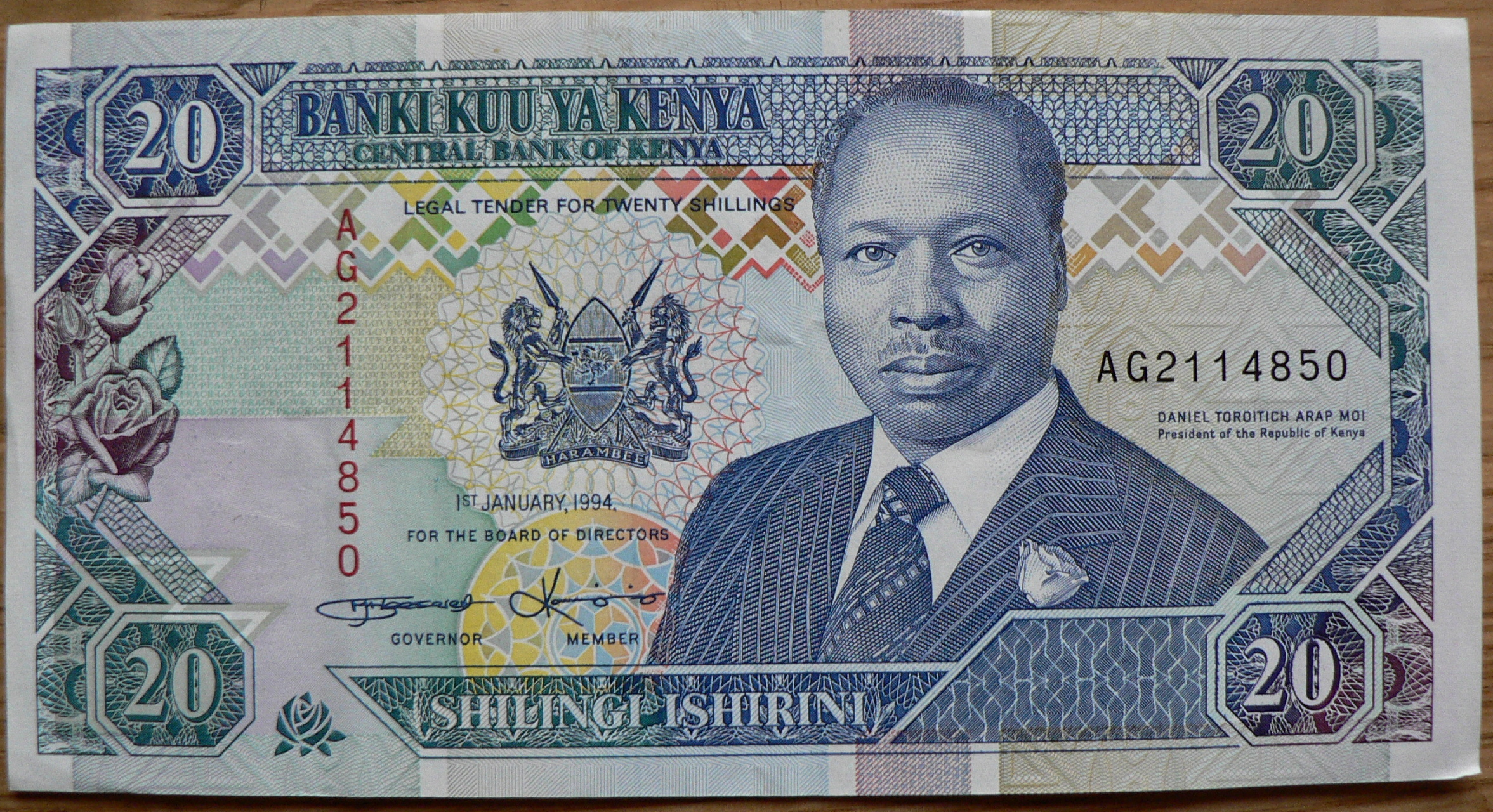
20シリング紙幣（ケニア）

東アフリカのイギリス植民地では、1920年から東アフリカ・シリングが使われ、以下の国（地域）で現行通貨となっている。
- ウガンダ - ウガンダ・シリング
- ケニア - ケニア・シリング
- ソマリア - ソマリア・シリング
- ソマリランド - ソマリランド・シリング
- タンザニア - タンザニア・シリング

記号はShが主だが、sが使われたり、国を表す文字が付け加えられたりもする。
1シリング = 100セント（上の5ヵ国全てで現行）。
これらの国の間で通貨統合し、東アフリカ・シリングを統一通貨として復活させる構想がある。

### 旧ポンド圏
かつては、アイルランド、オーストラリア、ガーナ、ガンジー島、ガンビア、ザンビア、ナイジェリア、ニューギニア、ニュージーランド、フィジー、マラウィ、南アフリカでも、1ポンド = 20シリングとするシリングが使われていたが、すべて廃止されている。なお、現在までにほとんどの国が、（必ずしもシリング廃止と同時ではないが）ポンド自体を廃している。

### その他
- かつては、キプロスで9ピアストル、トリニダード・トバゴで8/9レアル、マン島で14ペンス、ヴァージン諸島で11/8ビットに相当した。
- 植民地時代のアメリカ合衆国のシリング貨は、12 - 16セントの価値があった。

## シリング記号
イギリスでは、シリングとペンスの間を「/」で区切り、たとえば「2/6」と書いて「two shillings and six pence（2シリングと6ペンス）」、あるいは単に「two and six」と読んだ。この「/」は歴史的にはシリングにあたるラテン語「solidus」の頭文字の「ſ（長いs）」が変形したものであり、記号の名称もソリドゥス（solidus）またはシリング記号 (shilling mark) と呼ぶ。
Unicodeで「/ (U+002F)」の文字名称が SOLIDUS になっているのはこのことに由来する。